# Hylaeus volcanicus
Hylaeus volcanicus är en biart som först beskrevs av Perkins 1899.  Hylaeus volcanicus ingår i släktet citronbin, och familjen korttungebin. Inga underarter finns listade i Catalogue of Life.